# ساخت مولکولی
مونتاژگر مولکولی، به‌تعریف کی. اریک درکسلر، دستگاهی پیشنهادی است که قادر است با جای‌گذاری دقیق مولکول‌های واکنشی در سطح اتمی، واکنش شیمیایی را هدایت کند. مونتاژگر مولکولی نوعی ماشین مولکولی به‌شمار می‌رود. برخی مولکول‌های زیستی، مانند ریبوزومها، این تعریف را شامل می‌شوند زیرا این مولکول‌ها دستورالعمل‌هایی را از آران‌ای پیام‌رسان دریافت کرده و سپس توالی‌های مشخصی از آمینو اسیدها را برای ساخت مولکول‌های پروتئین مونتاژ می‌کنند. با این حال، اصطلاح «مونتاژگر مولکولی» معمولاً به دستگاه‌های نظری ساخته دست انسان اشاره دارد.

یک ریبوزوم یک ماشین مولکولی است.

از سال ۲۰۰۷، شورای تحقیقات مهندسی و علوم فیزیکی بریتانیا شروع به حمایت مالی از توسعه مونتاژگرهای مولکولی مشابه ریبوزوم کرد. به‌وضوح، مونتاژگرهای مولکولی در این مفهوم محدود امکان‌پذیر هستند. پروژه‌ای برای ترسیم نقشه راه فناوری، به‌سرپرستی مؤسسه یادبود بتل و با همکاری چندین آزمایشگاه ملی وزارت انرژی ایالات متحده آمریکا، مجموعه‌ای از فناوری‌های ساخت دقیق در سطح اتمی را بررسی کرده است. این پروژه شامل چشم‌اندازهایی از نسل‌های اولیه و همچنین احتمالات بلندمدت برای مونتاژ مولکولی قابل برنامه‌ریزی است و گزارش آن در دسامبر ۲۰۰۷ منتشر شد.
در سال ۲۰۰۸، شورای تحقیقات مهندسی و علوم فیزیکی بریتانیا، مبلغ ۱٫۵ میلیون پوند (معادل ۱٬۹۴۲٬۲۳۵٫۵۷ پوند یا ۲٬۶۹۳٬۸۰۸ دلار در سال ۲۰۲۱) را طی شش سال برای تحقیقات در زمینه سنتز مکانیکی مکانیزه تأمین کرد. این تحقیق با همکاری مؤسسه تولید مولکولی و دیگر نهادها انجام شد.
به‌طور مشابه، اصطلاح «مونتاژگر مولکولی» در علمی-تخیلی و فرهنگ مردمی به طیف گسترده‌ای از ماشین‌های نانویی با توانایی شگفت‌انگیز در دستکاری اتم‌ها اشاره دارد. بسیاری از بحث‌ها و جنجال‌ها پیرامون مونتاژگرهای مولکولی ناشی از سردرگمی بین کاربرد این اصطلاح برای مفاهیم علمی و تخیلات عامه است. در سال ۱۹۹۲، درکسلر اصطلاح مرتبط اما روشن‌تر «ساخت مولکولی» را معرفی کرد. او این اصطلاح را به‌صورت «سنتز شیمیایی ساختارهای پیچیده با جای‌گذاری مکانیکی مولکول‌های واکنشی، نه از طریق دستکاری تک‌اتم‌ها»، تعریف کرد.

## مقدمه
ساخت مولکولی، که به عنوان یکی از شاخه‌های فناوری نانو شناخته می‌شود، یک روش تولید پیشرفته است که با دقت بالایی اتم‌ها و مولکول‌ها را برای ایجاد مواد و محصولات مختلف کنترل می‌کند. این فناوری، وعدهٔ ایجاد تحول در صنایع مختلف از جمله پزشکی، انرژی، الکترونیک و محیط زیست را به همراه دارد. مفهوم ساخت مولکولی برای اولین بار توسط اریک درکسلر در دهه ۱۹۸۰ مطرح شد و از آن زمان تاکنون مورد توجه بسیاری از دانشمندان و پژوهشگران قرار گرفته است.

## اصول و مبانی
ساخت مولکولی بر اساس اصل کنترل دقیق ساختارهای اتمی و مولکولی برای تولید مواد عمل می‌کند. در این روش، ماشین‌های مولکولی که معمولاً با نام نانوربات‌ها یا سیستم‌های مونتاژ مولکولی شناخته می‌شوند، وظیفه تنظیم و قرار دادن مولکول‌ها در موقعیت‌های خاص را بر عهده دارند. این فرایند شباهت بسیاری به سازوکارهای طبیعی در سلول‌های زنده، مانند عملکرد ریبوزوم‌ها در تولید پروتئین‌ها، دارد.

## روش‌های کلیدی

### ۱. نانورباتیک
نانوربات‌ها، که به صورت مولکولی طراحی و ساخته می‌شوند، قادر به حرکت و انجام وظایف در مقیاس نانو هستند. این ابزارها می‌توانند مولکول‌ها را جمع‌آوری، انتقال و مونتاژ کنند تا ساختارهای پیچیده‌تری را ایجاد نمایند.

### ۲. مونتاژ مولکولی
مونتاژ مولکولی روشی است که در آن ماشین‌های خودکار، با استفاده از قوانین شیمیایی و فیزیکی، مولکول‌ها را به شکل ساختارهای از پیش تعیین‌شده تنظیم می‌کنند. این روش به‌طور خاص برای تولید مواد بسیار دقیق و خالص کاربرد دارد.

## کاربردها

### ۱. پزشکی
در حوزه پزشکی، ساخت مولکولی می‌تواند برای تولید داروهای هدفمند و نانوربات‌های درمانی که قادر به شناسایی و از بین بردن سلول‌های سرطانی هستند، استفاده شود. همچنین، این فناوری به تولید ایمپلنت‌های زیست‌سازگار کمک می‌کند.

### ۲. انرژی
در بخش انرژی، ساخت مولکولی می‌تواند به تولید مواد با کارایی بالا برای ذخیره انرژی، مانند باتری‌های پیشرفته و سلول‌های خورشیدی، منجر شود.

### ۳. محیط زیست
یکی از بزرگ‌ترین مزایای ساخت مولکولی در محیط زیست، توانایی آن در کاهش ضایعات صنعتی و ایجاد مواد کاملاً قابل بازیافت است. همچنین، این فناوری امکان حذف آلودگی‌ها از آب و هوا را فراهم می‌آورد.